# Jamin (cheval)
Pour les articles homonymes, voir Jamin.
Jamin est un cheval de course, trotteur français, né en 1953 et mort en 1982, considéré comme un crack, aussi bien pour son palmarès que pour la classe et l'élégance de son allure.

## Carrière de courses
Né de l'union d'Abner et de Dladys, Jamin voit le jour dans l'Orne, au haras des Rouges-Terres de madame Olry-Roederer. Il a la particularité, très rare pour un trotteur du XXe siècle, d'avoir une grand-mère, en l’occurrence Gladys, de race pur-sang anglais, ce qui, selon Jean-Pierre Reynaldo, pourrait expliquer la grâce de ses allures.
Jamin se révèle à l'été de ses 3 ans lors de sa seule sortie au trot monté, dans le Saint-Léger des Trotteurs à Caen, où il se classe deuxième, puis par une première victoire classique dans le Prix de l'Étoile. À 4 ans, il confirme son rang de numéro 1 de sa génération, alignant les victoires dans le Prix Phaéton, le Critérium des 4 ans, le Prix de Milan, le Critérium continental et le Prix Guy-Le-Gonidec. Cette année-là, il effectue aussi son premier déplacement à l'étranger, en remportant le Grand Prix continental en Italie.
À 5 ans, Jamin remporte douze de ses quinze courses, et son premier Prix d'Amérique dans un temps record, 1'20", ainsi que le Prix de France. Mais c'est véritablement en 1959 qu'il devient une vedette planétaire. L'année avait commencé par un doublé dans le Prix d'Amérique et la triple couronne de Vincennes (Prix d'Amérique, de France, de Paris). Après le Grand Critérium de vitesse de la Côte d'Azur, il s'engage dans un périple international qui le voit triompher dans l'Elitloppet, disputée cette année-là sur la distance inhabituelle de 3 200 mètres, en prélude à une tournée américaine durant l'été. Celle-ci commence par une victoire mémorable dans la première édition de l'International Trot, officieux championnat du monde des trotteurs, devant le crack italien Tornese. Il s'aventure dans l'Illinois, à Du Quoin, où lors d'un essai sur le mile, il devient le trotteur européen le plus rapide de l'histoire, faisant afficher une réduction kilométrique de 1'13"6, et même jusqu'en Californie, où il dispute l'American Trotting Classic, une épreuve en trois manches dont il remporte la première, terminant deuxième au classement par points. C'est au cours de ce périple que les Américains le surnomment « the creeping death » (« la mort qui rampe ») pour sa manière de se lancer à la poursuite de ses adversaires et de les rattraper inexorablement. De retour en Europe, son accessit d'honneur dans le Grand Prix des Nations lui vaut un sacre dans le Grand Circuit européen.
Au début de l'année 1960, Jamin semble un peu moins bien, se ressentant de son éprouvante campagne américaine. À tel point que son entraîneur-driver Jean Riaud voudrait le laisser se reposer et refuse de le présenter au départ du Prix d'Amérique, d'autant qu'il doit y rendre la distance de 50 mètres en raison de ses gains élevés. Les propriétaires en décideront autrement, installant l'Allemand Gerhard Krüger au sulky : Jamin termine tout de même troisième. Mais avec Jean Riaud de retour au sulky, le cheval retrouve le chemin du succès enchaînant un troisième Prix de France et un second Prix de Paris. Puis il crée la stupeur en s'imposant sur les 1 600 mètres du Critérium international d'Enghien sur le pied de 1'14"4, une réduction kilométrique exceptionnelle à l'époque, et un nouveau record d'Europe. Mais à la suite de cet exploit, Jamin ne retrouvera jamais vraiment sa superbe, d'autant qu'une blessure survenue la veille du Prix d'Amérique 1962 lui ôte l'espoir d'un triplé. Après 40 victoires, la carrière du crack s'arrête là.

## Au haras
Les Américains n'ont pas oublié Jamin, et formulent une offre colossale pour louer durant quinze ans ses services d'étalon : 800 000 dollars, un record à l'époque. Comme convenu lors de cette opération, il reviendra à 23 ans en France faire la monte et finir ses jours au haras des Rouges Terres où il meurt en 1982. La carrière de reproducteur de Jamin ne confirma pas les espoirs placés en lui outre-Atlantique. Néanmoins, il eut une certaine influence en lignée maternelle, comme l'illustre le pedigree d'Ourasi, puisque son géniteur, Greyhound, a Jamin pour père de mère. Bella Bonheur (1' 17" 9), fille de Jamin et Lola Bonheur, atteint le niveau semi-classique en s'adjugeant la troisième place du Prix Doynel de Saint-Quentin 1972. Elle est la mère de Marco Bonheur, lauréat du Critérium des 4 ans 1982.

## Palmarès
France
- Prix d'Amérique (1958, 1959)
- Prix de France (1958, 1959, 1960)
- Prix de Paris (1959, 1960)
- Critérium des 4 ans
- Critérium continental
- Critérium des 5 ans
- Prix de Sélection (1957, 1958, 1959)
- Prix de l'Étoile (1956, 1958)
- Grand Critérium de vitesse de la Côte d'Azur (1959)
- Prix Phaéton (1957)
- Prix Guy-Le-Gonidec (1957)
- Prix de Milan (1957)
- Prix de Croix (1958)
- Prix Ovide-Moulinet (1958)
- Prix Jockey (1958)
- Prix Doynel-de-Saint-Quentin (1958)
- Prix du Bourbonnais (1958)
- Prix de Bourgogne (1959)
- Prix de Vincennes (de Cagnes-sur-Mer) (1959)
- Critérium international (1960)
- 2e Saint-Léger des Trotteurs (1956)
- 2e Prix de l'Étoile (1957)
- 2e Prix du Bourbonnais (1959)
- 3e Prix Henri-Cravoisier (1956)
- 3e Prix d'Amérique (1960)
- 3e Grand Critérium de vitesse de la Côte d'Azur (1960)
- 3e Prix de Bourgogne (1961)

 États-Unis
- International Trot (1959)
- 2e American Trotting Classic (1959)

 Italie
- Grand Prix Continental (1957)
- 2e Grand Prix des Nations (1959)

 Belgique
- Grand Prix de l’Exposition (1958)

 Pays-Bas
- Grand Prix des Pays-Bas (1959)
- 2e Grand Prix des Pays-Bas (1958)

 Allemagne
- 3e Elite-Rennen (1959)

 Suède
- Elitloppet (1959)
- 2e Åby Stora Pris (1959)

 Europe
- Grand Circuit européen (1959)

## Origines
| Origines de Jamin | Origines de Jamin | Origines de Jamin | Origines de Jamin    |
| ----------------- | ----------------- | ----------------- | -------------------- |
| Père Abner        | Odoacre           | Gaël              | Intermède            |
| Père Abner        | Odoacre           | Gaël              | Mademoiselle Valenti |
| Père Abner        | Odoacre           | Fémina III        | Énoch                |
| Père Abner        | Odoacre           | Fémina III        | Quasquara            |
| Père Abner        | Gracieuse VII     | Ogotai Khan       | Dangeul              |
| Père Abner        | Gracieuse VII     | Ogotai Khan       | Devergondée          |
| Père Abner        | Gracieuse VII     | Picciola V        | Intermède            |
| Père Abner        | Gracieuse VII     | Picciola V        | Nina K               |
| Mère Dladys       | Hernani III       | Ontario           | Bémécourt            |
| Mère Dladys       | Hernani III       | Ontario           | Épingle              |
| Mère Dladys       | Hernani III       | Odessa            | Faucon II            |
| Mère Dladys       | Hernani III       | Odessa            | Ténébreuse           |
| Mère Dladys       | Gladys            | Craig An Eran     | Sunstar              |
| Mère Dladys       | Gladys            | Craig An Eran     | Maid of the Mist     |
| Mère Dladys       | Gladys            | Gainsborough Girl | Gainsborough         |
| Mère Dladys       | Gladys            | Gainsborough Girl | Taslett              |